# مارك والترز
مارك والترز (بالفرنسية: Mark Walters)‏ (و. 1976  م) هو راكب دراجة هوائية كندي.

## سباقات أو مراحل فاز بها
| التاريخ        | السباق                                                 | المركز                  |
| -------------- | ------------------------------------------------------ | ----------------------- |
| 01 يناير 1998  | 1998 Canada National Road Cycling Championships Men RR | الفائز في التصنيف العام |
| 14 نوفمبر 1999 | طواف أوكيناوا 1999                                     | الفائز في التصنيف العام |
| 01 يناير 2001  | 2001 Canada National Road Cycling Championships Men RR | الفائز في التصنيف العام |
| 27 سبتمبر 2001 | 2001 Omloop van het Houtland                           | المركز الثالث           |
| 01 يناير 2003  | 2003 Canada National Road Cycling Championships Men RR | المركز الثاني           |

## روابط خارجية
- مارك والترز على موقع الاتحاد الدولي للدراجات (الإنجليزية)
- مارك والترز على موقع أرشيف الدراجات (الإنجليزية)
- مارك والترز على موقع إحصائيات الدراجات الإحترافية (الإنجليزية)
- مارك والترز على موقع نسبة الدراجات (الإنجليزية)